# 동시베리아

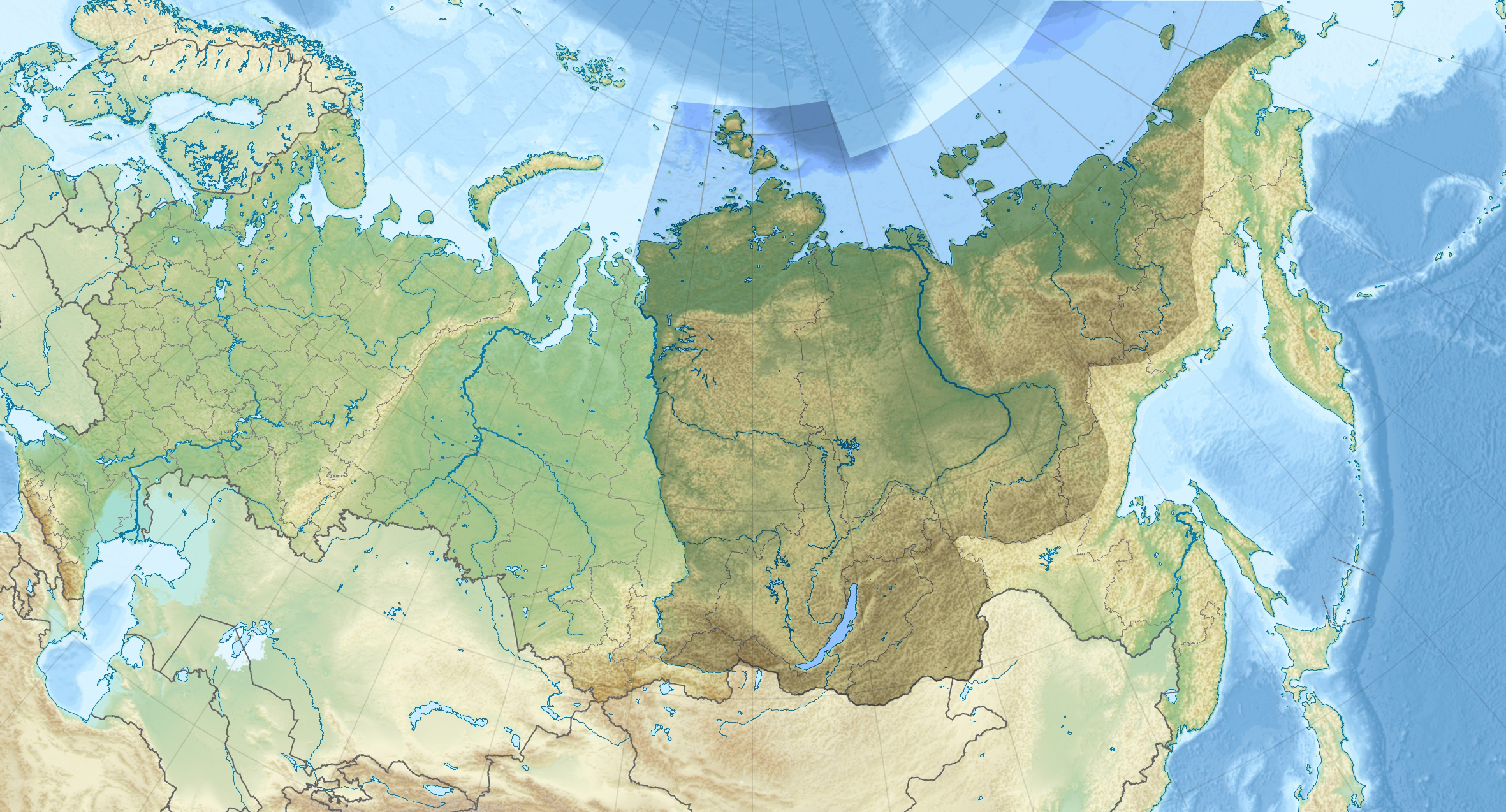
동시베리아

동시베리아(러시아어: Восточная Сибирь)는 시베리아의 한 부분이다. 서쪽의 예니세이 강에서 동쪽의 사하 공화국까지의 부분에 속해 있다.
면적은 7,200km2이다.
동시베리아에 속해 있는 지역은 사하 공화국, 부랴트 공화국, 투바 공화국, 크라스노야르스크 지방, 이르쿠츠크 주와 치타 주이다.